# Plataforma HQ
Plataforma HQ é uma revista em quadrinhos brasileira, publicada de forma independente e sem fins lucrativos pelos editores Alisson
Affonso e Everton Cosme, com foco em apresentar histórias ambientadas na cidade de Rio Grande com produção de quadrinistas locais.
As edições da revista contaram com o apoio da Prefeitura Municipal de Rio Grande e da Secretaria de Município da Cultura (Secult), sendo inclusive distribuídas para as escolas da rede pública de ensino. Também são distribuídas diretamente pelos editores através da página do projeto no Facebook. Além dos editores, outros quadrinistas que publicaram na Plataforma HQ foram André Darsie de Oliveira, Daniel Baz dos Santos, Gelson Mallorca, Ivonei Peraça, José Luiz Salvador, Leonardo Bulcão, Paula Cunha, Volni Ney e Wagner Passos.
Em 2014, a primeira edição da revista ganhou o Prêmio Angelo Agostini de melhor lançamento independente.